# Rap (Protein)
Rap (von Ras-related protein ‚Ras-verwandtes Protein‘) ist eine Proteingruppe kleiner GTPasen aus der Ras-Superfamilie.

## Eigenschaften
Rap-Proteine sind hochkonserviert in Schleimpilzen, Drosophila melanogaster und auch im Menschen und weisen ca. 50 % Homologie zur Aminosäuresequenz der Ras-Proteine auf. Wie alle Ras-verwandten Proteine spielen Rap-Proteine eine bedeutende Rolle in verschiedenen zellulären Regulationsprozessen wie Zelladhäsion, Zell-Zell-Kontakt, Zellformregulation und Zellmigration, Zellpolarität von Neuronen, synaptische Plastizität, Apoptosevermeidung sowie Hämatopoese.

## Typen
- Rap1 (in Drosophila auch „Roughened“, „Dras3“ oder CG1956[16]): RAP1A, RAP1B
- Rap2: RAP2A, RAP2B, RAP2C

## Funktion
Wie jede GTPase benötigt auch Rap mindestens einen Guaninnukleotid-Austauschfaktor (GEF) sowie ein GTPase-aktivierendes Protein (GAP), um zwischen aktiver und inaktiver Form wechseln und seine Funktion ausüben zu können. Für Rap in Drosophila konnten bisher PDZ-GEF1 (auch „Dizzy“) als GEF und Rapgap1 als GAP identifiziert werden.